# Araniella proxima
Araniella proxima là một loài nhện trong họ Araneidae. Loài này được tìm thấy ở miền Cổ bắc. Loài này được miêu tả năm 1885. Loài này phân bố ở Bỉ, Hà Lan.